# Jean Grumellon
Jean Grumellon (Saint-Servan, Francia, 1 de junio de 1923 † 30 de diciembre de 1991) fue un futbolista francés. Se desempeñaba en posición de delantero. Fue máximo goleador de la Ligue 1 en la temporada 1949-50 con 24 goles.

## Selección nacional
Fue internacional con la Selección de fútbol de Francia en diez ocasiones entre 1949 y 1952, consiguiendo cinco goles. 

## Clubes
| Club     | País    | Año         |
| -------- | ------- | ----------- |
| Rennais  | Francia | 1946 - 1950 |
| Lille    | Francia | 1950 - 1951 |
| Niza     | Francia | 1951 - 1952 |
| Monaco   | Francia | 1952 - 1953 |
| Le Havre | Francia | 1953 - 1954 |
| Rennais  | Francia | 1954 - 1956 |

## Palmarés

### Campeonatos nacionales
| Título          | Club    | País    | Año     |
| --------------- | ------- | ------- | ------- |
| Ligue 1         | Niza    | Francia | 1951/52 |
| Copa de Francia | Niza    | Francia | 1952    |
| Ligue 2         | Rennais | Francia | 1955/56 |